# Ambrostoma
Ambrostoma là một chi bọ cánh cứng trong họ Chrysomelidae.
Chi này được Motschulsky miêu tả khoa học năm 1860.

## Các loài
Các loài trong chi này gồm:
- Ambrostoma chinkinyui Kimoto & Osawa, 1995
- Ambrostoma laosensis Kimoto & Gressitt, 1981
- Ambrostoma leigongshana (Wang, 1992)
- Ambrostoma montana Medvedev, 1990